# Tempestad en el alma
Tempestad en el alma es una película española de drama estrenada en 1950, dirigida por Juan de Orduña y protagonizada en los papeles principales por Miriam di San Servolo, José Bódalo y Eduardo Fajardo.

## Sinopsis
Cristina, la esposa de un paciente ingresado en un psiquiátrico, se convierte en el foco de los celos obsesivos por parte de su marido, del director del centro y de uno de los médicos. Su presencia en el hospital desata tensiones y conflictos emocionales, explorando los límites de la posesión, la paranoia y el poder dentro de ese entorno cerrado.

## Reparto
- Miriam di San Servolo
- José Bódalo
- Eduardo Fajardo
- Manuel Arbó
- Tomás Blanco
- Luis García Ortega
- Julia Pachelo
- Pilar Soler